# Zwergnova

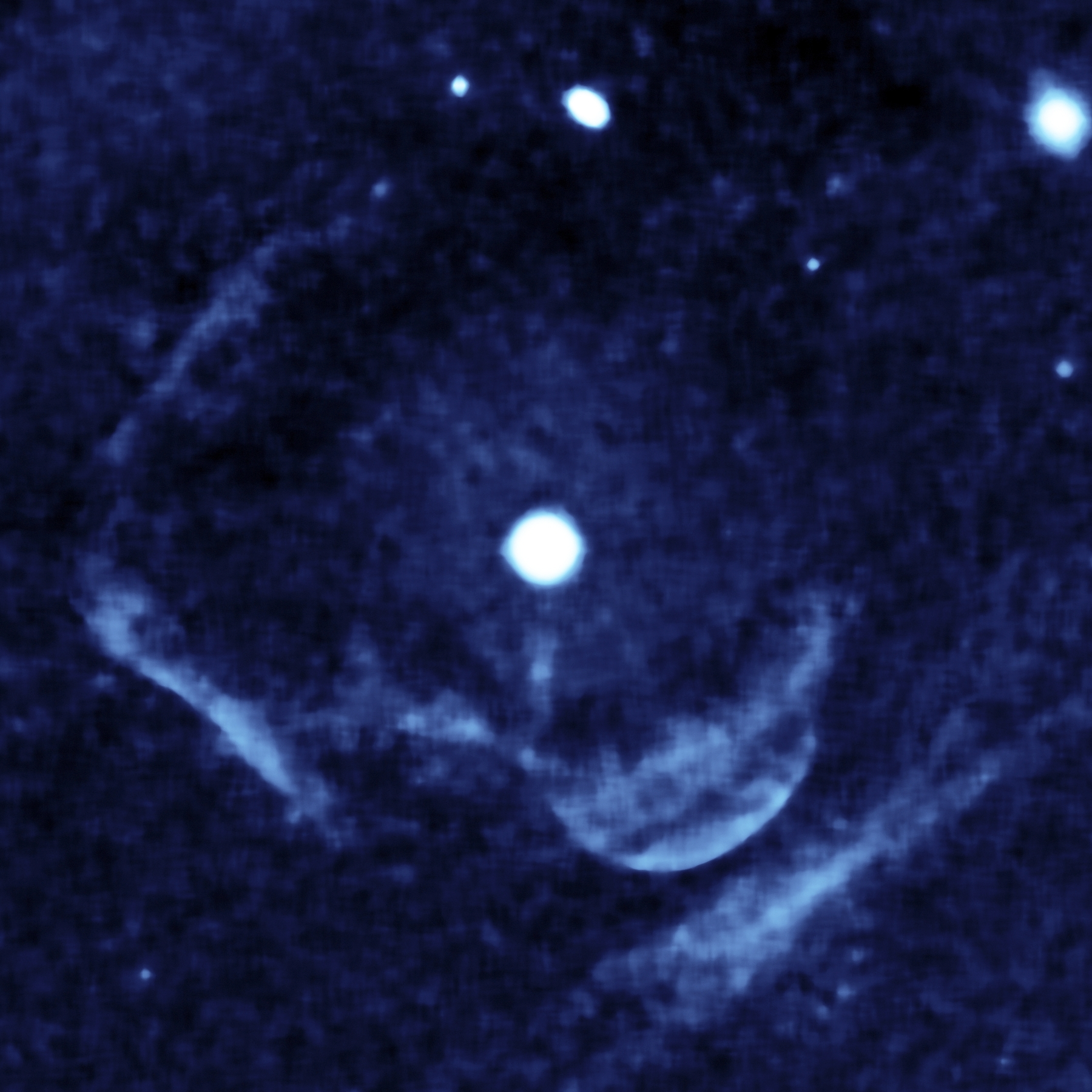
UV-Aufnahme der Zwergnova Z Camelopardalis

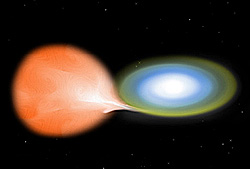
Künstlerische Darstellung einer Zwergnova

Zwergnovae (U-Geminorum-Sterne) gehören zur Klasse der kataklysmischen Doppelsternsysteme und damit zu den Veränderlichen. Sie zeichnen sich durch mehrfache Eruptionen aus, bei denen sich die scheinbare Helligkeit des Sterns kurzfristig um etwa 2 bis 8 mag ändert. Der Begriff Zwergnova wird sowohl für das astronomische Ereignis des Helligkeitsanstiegs als auch für die Sternklasse verwendet, in der diese Ereignisse stattfinden.
Zwergnovae treten wie klassische Novae in Doppelsternsystemen auf, in denen ein Weißer Zwerg Materie von einem Begleitstern akkretiert. Der Unterschied liegt im Ausbruchsmechanismus:
- Bei klassischen Novae führt eine thermonukleare Reaktion, d. h. das explosionsartige Einsetzen des Wasserstoffbrennens an der Oberfläche des Weißen Zwerges, zu einem Helligkeitsanstieg.
- Bei Zwergnovae dagegen entstehen die Ausbrüche durch Helligkeitsanstiege in der Akkretionsscheibe um den Weißen Zwerg.[1]

Die Intervalllänge zwischen zwei Ausbrüchen liegt bei Zwergnovae zwischen einigen Tagen und einigen Jahren, die Dauer eines Ausbruchs etwa zwischen zwei und zwanzig Tagen; sie korreliert mit der Intervalllänge.

## Eigenschaften

### Aufbau
Eine Zwergnova besteht aus einem Weißen Zwerg, um den auf einer engen Bahn ein Begleiter kreist, meist ein Roter Zwerg. Da dieser sein Roche-Grenzvolumen überschritten hat, verliert er Masse, die über den inneren Lagrange-Punkt in Richtung des Weißen Zwerges fließt. Aufgrund der Drehimpulserhaltung bildet sie eine Akkretionsscheibe um den Weißen Zwerg, die die Strahlung der Zwergnova im optischen Spektralbereich dominiert. Die Materie umkreist den Weißen Zwerg und verliert aufgrund der Viskosität in der Scheibe langsam ihre Bewegungsenergie. Dadurch fällt sie nach einiger Zeit auf die Oberfläche des Weißen Zwergs.

### Ausbruchsmechanismus
Die Viskosität der Materie in der Akkretionsscheibe kann zwei Werte annehmen:
- einen hohen, bei dem die Reibung zunimmt und infolgedessen sowohl die Scheibe mehr Strahlung abgibt (Ausbruch) als auch mehr Materie auf den Weißen Zwerg fällt,
- einen niedrigen, bei dem mehr Materie in der Akkretionsscheibe gespeichert wird als auf den Weißen Zwerg gelangt (Ruhephase).

Als Ursache für den bistabilen Zustand der Akkretionsscheibe (auch Akkretionsscheibeninstabilität genannt) wird die Magnetorotationsinstabilität angenommen.
Bei bedeckungsveränderlichen Zwergnovae kann die Entwicklung der Akkretionsscheibe beobachtet werden:
- Während eines Ausbruchs wächst der Radius der Scheibe um bis zu 30 % an. Dies ist eine Folge der höheren Viskosität des Plasmas in der Akkretionsscheibe, die zu einer Temperaturerhöhung und damit zu einer Expansion führt. Dadurch wird das Helligkeitsminimum breiter, das bei der Bedeckung der Akkretionsscheibe durch den Begleiter entsteht.
- In der Ruhephase nimmt die Breite des Minimums kontinuierlich ab, bis ein neuer Ausbruch beginnt.

Der helle Fleck, der am Ort des Auftreffens des Materiestroms vom Begleiter auf die Akkretionsscheibe liegt, wird während der Ausbrüche heller. Wahrscheinlich ist dies eine Rückkopplung, wonach die intensiver strahlende Akkretionsscheibe die Vorderseite des Begleiters erwärmt, der daraufhin etwas expandiert und mehr Materie abgibt.
Ob die Masse der Weißen Zwerge in Zwergnovae aufgrund der Akkretion anwächst, ist umstritten, da bei Novaeausbrüchen wieder Materie ausgestoßen wird. Falls die Masse anwächst, könnten die Weißen Zwerge die chandrasekharsche Grenzmasse überschreiten und als Supernova vom Typ Ia explodieren.

#### Zusammenhang mit Novaausbrüchen
Obwohl Novae und Zwergnovae auf denselben Doppelsternen stattfinden sollten, haben Untersuchungen historischer Lichtkurven von Novae vor und nach ihren Eruptionen nie Zwergnovaausbrüche gezeigt. Stattdessen zeigen sie stets einen novaähnlichen Lichtwechsel.
Dieser scheinbare Widerspruch wird durch das Winterschlafszenario erklärt:
- Während der Jahrtausende vor einem Novaausbruch ist die Rate des Massentransfers auf den Weißen Zwerg so hoch, dass die Akkretionsscheibe sich permanent in ihrem hohen Status befindet und als novaähnlicher Veränderlicher einer Zwergnova im ständigen Ausbruch gleicht („Winterschlaf“).
- Zündet der akkumulierte Wasserstoff auf dem Weißen Zwerg, so heizt dies den Begleitstern auf, und die Massentransferrate bleibt auch nach dem Ausbruch hoch genug, um das Doppelsternsystem als einen novaähnlichen Veränderlichen erscheinen zu lassen.
- Erst einige Jahrhunderte nach dem Novaausbruch sinkt die Massentransferrate so stark, dass die Akkretionsscheibe wenigstens zeitweise in ihren Ruhezustand zurückfallen kann, was der Z-Cam-Untergruppe der Zwergnovae entspricht. Diese Sternklasse sollte daher der beste Kandidat für eine Suche nach Novaüberresten um Zwergnovae sein; solche Überreste entstehen, wenn bei klassischen Novae ein Teil des akkretierten Materials abgeworfen wird. In der Tat sind bisher nur um zwei Z-Cam-Sterne, nämlich um Z Cam und um AT Cnc, schwache Novaüberreste gefunden worden. Ihre Expansionsgeschwindigkeiten lassen jeweils auf einen Ausbruch vor mehr als 1000 Jahren schließen.[6]

Dieselben kataklysmischen Veränderlichen können sowohl Novae- als auch Zwergnovaeausbrüche zeigen, z. B. GK Persei.

### Röntgenstrahlung
Von allen nahen Zwergnovae konnte Röntgenstrahlung nachgewiesen werden. Die Strahlung ist in den Ruhephasen schwach und steigt während der Ausbrüche um einen Faktor 100 an. Dabei hinkt der Anstieg der Röntgenstrahlung dem der optischen um einige Stunden hinterher.
Die Quelle der energiereichen Röntgenstrahlung scheint die Grenzschicht zwischen der Akkretionsscheibe und dem Weißen Zwerg zu sein. Die Strahlung entsteht dadurch, dass in dieser Grenzschicht die Materie in der Akkretionsscheibe von der Keplergeschwindigkeit auf die wesentlich langsamere Rotationsgeschwindigkeit des Weißen Zwergs abgebremst werden muss. Nach dem Modell der Akkretionsscheibeninstabilität erhöht sich irgendwo in der Scheibe die Viskosität, und diese Änderung breitet sich über die Scheibe aus. Wenn die erhöhte Viskosität und damit der erhöhte Durchsatz von Materie die Grenzschicht erreicht, steigt die Röntgenstrahlung an.
Ein geringer Teil der Röntgenstrahlung kann durch Wärmestrahlung des Weißen Zwergs entstehen, der durch die Akkretion aufgeheizt wird.
Unabhängig von der Bahnneigung, unter der die Zwergnova von der Erde aus betrachtet wird, zeigen viele Röntgenspektren Anzeichen für zirkumstellare Absorption.
Parallel zu dieser Beobachtung im Bereich der Röntgenstrahlung können im Optischen P-Cygni-Profile auftreten. Dies wird als Anzeichen für einen Scheibenwind analog einem Sternwind interpretiert. Ein Abströmen von Materie aus einer Akkretionsscheibe ist auch bei anderen Objekten wie Röntgendoppelsternen, T-Tauri-Sternen usw. vermutet worden.
Bei einer hohen Akkretionsrate kann es zu einem permanenten Wasserstoffbrennen auf der Oberfläche des Weißen Zwerges kommen. Da nur eine dünne Atmosphäre über der Zone mit den thermonuklearen Reaktionen nach dem Bethe-Weizsäcker-Zyklus liegt, tritt extrem weiche Röntgenstrahlung aus. Aufgrund dieser niederenergetischen Röntgenstrahlung werden diese Systeme auch als superweiche Röntgenquelle bezeichnet. Es handelt sich dabei um klassische Novae im Ausbruch in einem Zeitraum von wenigstens Jahrzehnten.

### Oszillation
In den Ausbrüchen einiger Zwergnovae und Novaähnlicher wurden sinusförmige Helligkeitsschwankungen geringer Amplitude (bis 0,02 %) und mit Zyklendauern von 5 bis 40 Sekunden nachgewiesen. Diese Schwankungen werden als Zwergnovaoszillationen (engl. dwarf nova oscillation) bezeichnet. Jeder Stern hat dabei seine eigene charakteristische Frequenz, die allerdings ebenso wie die Amplitude großen Schwankungen während eines Ausbruchs und zwischen verschiedenen Ausbrüchen unterworfen ist.
Die Zwergnovaoszillationen sind im optischen und im ultravioletten Bereich sowie im Bereich der weichen Röntgenstrahlung detektiert worden. Aufgrund der hohen Energie der Röntgenstrahlung wird der Ursprung der Zwergnovaoszillationen in der Nähe des Weißen Zwerges vermutet und könnte von einer Veränderung der Akkretion durch ein schwaches Magnetfeld des Weißen Zwerges hervorgerufen werden.
Ein ähnliches Phänomen stellen die quasiperiodischen Oszillationen dar, die bei einigen kataklysmischen Veränderlichen parallel zu den Zwergnovaoszillationen beobachtet wurden. Der Unterschied zwischen beiden Helligkeitsschwankungen liegt in der geringeren Periodenstabilität der quasiperiodischen Oszillationen und in der Länge der Periode, die bei den quasiperiodischen Oszillationen in der Größenordnung von einigen 100 Sekunden liegt. Eventuell entsprechen die quasiperiodischen Oszillationen der Zwergnovae denen der Röntgendoppelsterne.

## Untergruppen
Der General Catalogue of Variable Stars stellt folgende Struktur auf:
- U-Geminorum-Sterne (UG): diese Sterne bilden die Überkategorie der Zwergnovae benannt nach dem veränderlichen Stern U Geminorum. Der Stern selbst wird allerdings auch zur Untergruppe der SS-Cygni-Sterne gerechnet und bildet zusammen mit diesem auch den Prototyp dieser Untergruppe.
  - SS-Cygni-Sterne (UGSS): Diese Untergruppe der Zwergnovae zeigt ausgeprägte Ruhephasen im kleinsten Licht, die annähernd regelmäßig von Ausbrüchen unterbrochen werden. Der Anstieg ins Maximum ist schneller als der Abstieg zurück zur Ruhehelligkeit.
  - Z-Camelopardalis-Sterne (UGZ): Die Stillstände im kleinsten Licht sind sehr kurz. Zeitabschnitte mit Helligkeitswechsel werden zeitweilig durch Intervalle mit nahezu konstantem Licht unterbrochen. Der Stillstand beginnt im Helligkeitsabstieg aus dem Maximum und endet in einem Minimum.
  - SU-Ursae-Majoris-Sterne (UGSU): Bei dieser Untergruppe treten neben normalen auch sogenannte Superausbrüche auf. Diese sind etwa 0,7 mag heller und dauern drei- bis fünfmal länger. Zusätzlich treten sogenannte Superhumps auf. Das sind geringe dem Maximum überlagerte Helligkeitsänderungen mit einer Periode, die ein paar Prozent länger ist als die Umlaufdauer des Doppelsternsystems. Beispiel: VY Aqr.
    - TOAD (Tremendous Outburst Amplitude Dwarf novae): Der Unterschied zu den SU-UMa-Sternen besteht im Fehlen der normalen Ausbrüche. Ausschließlich Superausbrüche werden bei den auch „WZ-Sagittae-Sterne“ genannten Zwergnovae beobachtet. Im Variable Star Index (VSX) werden die WZ-Sagittae-Sterne (UGWZ) als Untergruppe der SU-Majoris-Sterne betrachtet.[12]

Weitere Gruppen von Sternen zeigen Zwergnova-Ausbrüche, die meisten werden aber den Novae zugeordnet:
- UX-UMa-Sterne: Die novaähnlichen sind Zwergnovae im permanenten Ausbruch und zeigen im Spektrum Absorptionslinien.
- RW-Tri-Sterne: Bei diesen novaähnlichen Doppelsternen handelt es sich um Zwergnovae im permanenten Ausbruch und sie zeigen im Spektrum Emissionslinien.
- VY-Scl-Sterne: Diese Zwergnovae ähneln den UX-UMa-Sternen. Sie zeigen manchmal ein Minimum und kehren nach kurzer Zeit wieder zum Maximum zurück. Sie werden daher auch „Anti-Novae“ genannt.[13]

### Zuordnungen
Die Klassifizierung der Zwergnovae ist nicht immer ganz eindeutig. So zeigte im Jahre 1985 der Prototyp der normalen Zwergnovae, U Geminorum, ein Supermaximum mit einer Ausbruchsdauer von 39 statt 12 Tagen und dem Auftreten von Superhumps.
Die Superausbrüche der SU-Ursae Maioris-Sterne und TOADs erfordern einen anderen Mechanismus als den von normalen Maxima. Dabei entwickeln sich alle Superausbrüche aus einem fehlgeschlagenen normalen Ausbruch und diese Systeme haben eine Umlaufdauer von weniger als 2 Stunden. Während eines Superausbruchs wird bis zu 80 % der in der Akkretionsscheibe gespeicherten Masse auf den Weißen Zwerg transferiert im Vergleich zu wenigen Prozent bei den U-Gem-Sternen. In der Literatur werden drei Modelle diskutiert:
- Ein normaler Ausbruch führt zu einer Erwärmung des Begleiters, der daraufhin mehr Masse an die Akkretionsscheibe verliert und dies startet den Superausbruch.
- Die Akkretionsscheibe wächst während einer normalen Eruption soweit an, dass es am äußeren Rand der Scheibe unter dem Einfluss einer 3:1-Resonanz mit dem Begleiter zu erhöhter Reibung kommt. Dies führt zu einem erhöhten Materiefluss in Richtung auf den Weißen Zwerg und damit zu einem Superausbruch.
- Nach dem dritten Modell ist ein Superausbruch das Ergebnis einer normalen Variation der Eruptionen. Auch die Prototypen SS-Cyg und U-Gem zeigen einen Wechsel zwischen schmalen und weiten Maxima. Der Unterschied zwischen den beiden Arten ist der Verlauf der Erwärmungsfront, die bei schmalen Eruptionen von innen nach außen läuft und bei den weiten Ausbrüchen von außen nach innen. Weil bei SU-UMa-Sternen die weiten Ausbrüche seltener sind, zeigen sie sich als Superausbrüche. Ununterbrochene Beobachtungen mit dem Kepler-Satelliten an den SU-UMa-Sternen V1504 Cyg und V344 Lyr unterstützen Modell 2, das auch als „Thermal-Tidal-Instability-Modell“ bezeichnet wird.[16]

### Vorkommen in Sternkatalogen
Der General Catalogue of Variable Stars listet aktuell etwas über 400 Sterne (knapp 1 % der Sterne in diesem Katalog), welche in eine Untergruppe der Zwergnovae eingeteilt werden. Davon werden nicht ganz 200 mit dem Kürzel UG für U-Geminorum-Sterne, etwa 120 mit UGSU den SU-Ursae-Majoris-Sternen und etwa 80 mit UGSS den SS-Cygni-Sternen zugeordnet. Die Z-Camelopardalis-Sterne bilden mit etwa 25 Stück die kleinste Untergruppe. Zu dieser Gruppe hinzu kommen noch etwas über 100 vermutete Zwergnovae.

## Verwandte Ausbrüche
Das Modell der Akkretionsscheibeninstabilität wird nicht nur für die Beschreibung der Ausbrüche von Zwergnovae verwendet, sondern auch für folgende Phänomene:
- Bei den Röntgennovae oder Soft X-ray transits fällt aus einer Akkretionsscheibe Materie auf einen kompakten Stern, der wahrscheinlich ein Schwarzes Loch ist. Da der kompakte Begleiter einen kleineren Radius und ein größeres gravitatives Potential besitzt als ein Weißer Zwerg, kann die Materie auf engeren Bahnen um das Schwarze Loch kreisen und dabei höhere Temperaturen erreichen. Deshalb wird bei den Soft X-ray transits der überwiegende Teil der Strahlung im Röntgenbereich beobachtet.[8] Die Röntgennovae erhalten wie die Zwergnovae die Materie von einem Begleiter in einem Doppelsternsystem, der seine Roche-Grenze überschritten hat.
- Die AM-Canum-Venaticorum-Sterne entsprechen in vielen Eigenschaften den Zwergnovae. Nur die Umlaufdauer der ausbrechenden Doppelsternsysteme ist mit 20 bis 40 Minuten kürzer, da der Begleiter des Weißen Zwerges ein teilweise entarteter Heliumstern ist. Die zwergnovaeartigen Ausbrüche treten in einer Akkretionsscheibe um den Weißen Zwerg auf, die überwiegend aus Helium besteht. Daneben sind Superhumps auch bei kurzperiodischen AM-CVn-System mit Umlaufdauern zwischen 5 und 20 Minuten beobachtet worden.[18]
- Bei den FU-Orionis-Sternen wird die Akkretionsscheibe von einer protostellaren Wolke gespeist. Auch bei diesen jungen Einzelsternen kann es zu einer Überladung der Scheibe kommen, die bei einem erhöhten Massentransfer aufleuchtet. Da die protostellaren Akkretionsscheiben einen größeren Durchmesser haben als die Scheiben um einen Weißen Zwerg in einem kataklysmischen Doppelsternsystem, dauern die Ausbrüche bis zu mehreren Jahrzehnten lang an.[19]

## Beispiele
- U Geminorum, SU Ursae Majoris, SS Cygni, Z Camelopardalis